# راؤول كوباس غراو
راؤول كوباس غراو (بالإسبانية: Raúl Cubas Grau)‏ (و. 1943 – م) هو سياسي، ومهندس من باراغواي ولد في أسونسيون.
تولى منصب رئيس الباراغواي .وهو عضو في حزب كولورادو .

## روابط خارجية
- راؤول كوباس غراو على موقع الموسوعة البريطانية (الإنجليزية)
- راؤول كوباس غراو على موقع مونزينجر (الألمانية)